# 李叔明
李 叔明（り しゅくめい、生年不詳 - 787年）は、唐代の官僚。もとの姓は鮮于。字は晋卿。本貫は閬州新政県。

## 経歴
代々の豪族の家に生まれた。兄の鮮于仲通とともに学問を渉猟し、財産を軽んじて施しを好んだ。明経に挙げられ、剣南節度使の楊国忠の下で判官をつとめた。乾元元年（758年）、司勲員外郎となった。漢中王李瑀の副使として回紇に赴くと、回紇の接遇が驕ったものであったため、叔明は葛勒可汗を叱責した。帰国すると、司門郎中に転じた。のちに京兆少尹となり、ほどなく病のため辞職した。太子右庶子として再起し、邛州刺史として出向した。ほどなく東川節度使・遂州刺史に任じられた。大暦3年（768年）、梓州刺史に転じた。
ときに東川は兵乱の後で、零落はなはだしかったが、叔明の20年近い統治により、民衆は招撫され、少数民族の部落も安定した。大暦末年、閬州の厳氏の子が「叔明は幼くして父を失い、外族に養子に出され、鮮于の姓を名乗っておりました。これを厳氏にもどさせるようお願いします」と上疏した。代宗はこれを聞き入れた。叔明はこれまで外氏の姓を名乗っていたとは知らず、そのことを醜く思い、宗室の姓を賜りたいと上表した。代宗は叔明が重鎮であることから、これを許可した。
建中元年（780年）、吐蕃が火井を襲撃し、竜州を略奪し、扶州・文州・遠州を攻め落とすと、叔明は5人の将を分遣して迎撃し、これを撃退した。功により検校戸部尚書を加えられた。建中4年（783年）、徳宗が奉天に避難すると、叔明は子の李昇を扈従させた。叔明は李昇を戒め励まし、決死を誓わせた。叔明は長安に入朝すると、本官のまま、尚書右僕射を兼ねた。引退を願い出て、太子太傅に転じて致仕した。貞元3年（787年）10月丁亥、死去した。諡は襄といった。

## 伝記資料
- 『旧唐書』巻122 列伝第72
- 『新唐書』巻147 列伝第72